# Amphianthus brunneus
Amphianthus brunneus är en havsanemonart som först beskrevs av Ferdinand Albin Pax 1909.  Amphianthus brunneus ingår i släktet Amphianthus och familjen Hormathiidae. Inga underarter finns listade i Catalogue of Life.